# Liste der Jugendeuropameister im Schach
Seit 1991 veranstaltet die European Chess Union (ECU) die Jugendeuropameisterschaft im Schach in Alterskategorien (unter 8, 10, 12, 14, 16 und 18 Jahre). Von 1971 bis 2002 gab es darüber hinaus eine Europameisterschaft für die Junioren bis 20 Jahre, die der Weltschachbund FIDE eingeführt hatte. Der erste Wettbewerb für Mädchen fand 1977 statt.

## Altersklasse U8
| Jahr | Spielort   | Europameister                                                      | Europameisterin                                                        |
| ---- | ---------- | ------------------------------------------------------------------ | ---------------------------------------------------------------------- |
| 2010 | Batumi     | 1. Abdulla Gadimbayli 2. Shant Sargsyan 3. Kirill Shevchenko       | 1. Gabriela Antowa 2. Ekaterina Goltseva 3. Nadiia Shpanko             |
| 2011 | Albena     | 1. Alex Krstulović 2. David Gavrilesku 3. Matvey Pak               | 1. Nurgjul Salimowa 2. Tamar Esadze 3. Jelisaweta Soloschenkina        |
| 2012 | Prag       | 1. Tsvetan Stoyanov 2. Nikolov Kacharava 3. Joshua Altman          | 1. Mariya Kutyanina 2. Malak Ismayil 3. Ronit Levitan                  |
| 2013 | Budva      | 1. Aydin Elshan Suleymanli 2. Andrey Tsvetkov 3. Sanan Emil Aliyev | 1. Laura Czernikowska 2. Eva Stepanyan 3. Maria Sovina                 |
| 2014 | Batumi     | 1. Ilja Makowejew 2. Claudio Paduano 3. Semen Mitjusow             | 1. Emilia Zawiwajewa 2. Margarita Zwerewa 3. Olga Melentschuk          |
| 2015 | Poreč      | 1. Mikhei Navumenka 2. Read Samadov 3. Leonid Lystsov              | 1. Veronika Veremyuk 2. Molli Amina Markus 3. Noam Gadasi              |
| 2016 | Prag       | 1. Artem Pingin 2. Matei-Valeriu Mogirzan 3. Ali Süleymanov        | 1. Alexandra Schwedowa 2. Olesja Wlasowa 3. Lia-Alexandra Maria        |
| 2017 | Mamaia     | 1. Tran Nam Giang 2. Shreyas Royal 3. Sawwa Wetochin               | 1. Sofja Swergina 2. Ewelina Zawiwajewa 3. Anna Schuchman              |
| 2018 | Riga       | 1. Jahandar Azadaliyev 2. Denis Gordejew 3. Bogdan Golowtschenko   | 1. Ekaterina Subkowskaja 2. Diana Preobraschenskaja 3. Weronika Judina |
| 2019 | Bratislava | 1. Yağız Kaan Erdoğmuş 2. Taimas Temirbekow 3. Yusif Kərimli       | 1. Dinara Hüseynova 2. Səadət Bəşirli 3. Diana Preobraschenskaja       |
| 2022 | Antalya    | 1. Roman Schogdschijew 2. Marc Llari 3. Ali Poyraz Uzdemir         | 1. Sofija Kokarewa 2. Zoe Veselow 3. Lila Rządkowska                   |
| 2023 | Mamaia     | 1. Muhammad Kazimzade 2. Luca Protopopescu 3. Artem Kucher         | 1. Mehriban Ahmadli 2. Daria Kravchuk 3. Mariam Rekhviashvili          |
| 2024 | Prag       | 1. Junyan Hu 2. Timofei Demchenko 3. Markian Hanas                 | 1. Carla-Ioana Marchis 2. Lile Svanadze 3. Eliza-Ioana Badescu         |

## Altersklasse U10
| Jahr | Spielort               | Europameister                                                      | Europameisterin                                                             |
| ---- | ---------------------- | ------------------------------------------------------------------ | --------------------------------------------------------------------------- |
| 1991 | Mamaia                 | 1. Adrien Leroy 2. Sebastian Tudorie 3. Pavel Klimsa               | 1. Sabina Popescu 2. Alina Calota 3. Carmen Voicu                           |
| 1992 | Rimavská Sobota        | 1. Krzysztof Gratka 2. Jewgeni Kobylkin 3. Denis Beresjuk          | 1. Regina Pokorná 2. Jana Jacková 3. Iulia Draica                           |
| 1993 | Szombathely            | 1. Étienne Bacrot 2. Dimitrios Mastrovasilis 3. Oleksij Ostapjuk   | 1. Viktorija Čmilytė 2. Ljubka Giorgiewa 3. Miriam Geczi                    |
| 1994 | Băile Herculane        | 1. Qədir Hüseynov 2. Vlad-Cristian Jianu 3. Dawit Petrosjan        | 1. Alexandra Kostenjuk 2. Alina Moţoc 3. Tícia Gara                         |
| 1995 | Verdun                 | 1. Arkadij Naiditsch 2. Alexander Rjasanzew 3. Jan Smeets          | 1. Nadeschda Kossinzewa 2. Elisabeth Pähtz 3. Siranusch Andriasjan          |
| 1996 | Rimavská Sobota        | 1. Teymur Rəcəbov 2. Vüqar Həşimov 3. Qədir Hüseynov               | 1. Tatjana Kossinzewa 2. Tamara Tschistiakowa 3. Joanna Worek               |
| 1997 | Tallinn                | 1. Teymur Rəcəbov 2. David Baramidze 3. Michael Metzger            | 1. Nana Dsagnidse 2. Anna Musytschuk 3. Jevgenija Naiditsch                 |
| 1998 | Mureck                 | 1. Dmytro Tischyn 2. David Baramidze 3. Jewgeni Tomaschewski       | 1. Anna Musytschuk 2. Laura Rogule 3. Diana Arutiunowa                      |
| 1999 | Litochoro              | 1. Sergei Karjakin 2. Maxim Rodshtein 3. Dawit Dschodschua         | 1. Silvia-Raluca Sgîrcea 2. Anna Musytschuk 3. Tamar Gachokidse             |
| 2000 | Kallithea (Chalkidiki) | 1. Jan Nepomnjaschtschi 2. David Howell 3. Pawel Potapow           | 1. Anna Musytschuk 2. Madona Bokutschawa 3. Ana Butschkridse                |
| 2001 | Kallithea (Chalkidiki) | 1. Wolodymyr Onyschtschuk 2. Dawit Benidse 3. Pawlo Kruglyakow     | 1. Jelena Tairowa 2. Warwara Rijepina 3. Marija Musytschuk                  |
| 2002 | Peñíscola              | 1. Eltac Səfərli 2. Sanan Sjugirow 3. Mustafa Yılmaz               | 1. Marija Musytschuk 2. Anastassija Sawina 3. Anastassija Bodnaruk          |
| 2003 | Budva                  | 1. Samwel Ter-Sahakjan 2. Sanan Sjugirow 3. German Basajew         | 1. Nasi Paikidse 2. Alina Kaschlinskaja 3. Karolina Olsarova                |
| 2004 | Ürgüp                  | 1. Robert Aghasaryan 2. Dmytro Kigel 3. Dariusz Świercz            | 1. Meri Arabidse 2. Natja Jalabadse 3. Nastassja Sjasjulkina                |
| 2005 | Herceg Novi            | 1. Konstantin Nikologorski 2. Ülvi Bacarani 3. Kiprijan Berbatow   | 1. Warwara Mestnikowa 2. Sabrina Ibrahimowa 3. Aleksandra Lach              |
| 2006 | Herceg Novi            | 1. Arseni Schurunow 2. Illja Nyschnyk 3. Daniil Dubow              | 1. Daria-Ioana Visanescu 2. Tekla Maschkaratschwili 3. Kristina Kolesnikowa |
| 2007 | Šibenik                | 1. Kirill Alexejenko 2. Grigori Oparin 3. Daniil Juffa             | 1. Cécile Haussernot 2. Anna Stjaschkina 3. Arina Kiseleva                  |
| 2008 | Herceg Novi            | 1. Cemil Can Ali Marandi 2. Wolodymir Wetoschko 3. Pawlo Worontsow | 1. Lisa Kistenjewa 2. Julija Osmak 3. Ewa Harazińska                        |
| 2009 | Fermo                  | 1. Benjámin Gledura 2. Jewgenij Stembuljak 3. Francesco Rambaldi   | 1. Anna Wasenina 2. Aydan Hojjətova 3. Agnieszka Dmochowska                 |
| 2010 | Batumi                 | 1. Viktor Gažík 2. Mihail Nikitenko 3. Leonid Maltsev              | 1. Oliwia Kiołbasa 2. Nata Jibuti 3. Nino Jalaghonia                        |
| 2011 | Albena                 | 1. Evgenios Ioannidis 2. Abdulla Qadimbayli 3. Saar Drori          | 1. Alicja Śliwicka 2. Annamaria Marjanovics 3. Alina Bychkova               |
| 2012 | Prag                   | 1. Andrei Jessipenko 2. Viktor Matviishen 3. Kirill Shevchenko     | 1. Anastasia Zotova 2. Jelisaweta Soloschenkina 3. Nurgjul Salimowa         |
| 2013 | Budva                  | 1. Kagan Aydincelebi 2. Arseniy Nesterov 3. David Gavrilescu       | 1. Anastasia Vuller 2. Jelisaweta Soloschenkinaa 3. Nurgjul Salimowa        |
| 2014 | Batumi                 | 1. Mamikon Gharibyan 2. Ahmet Utku Uzumcu 3. Nikolozi Kacharava    | 1. Malak Ismayil 2. Mariam Mkrttschjan 3. Anastassia Sinitsina              |
| 2015 | Poreč                  | 1. Ilya Makoveev 2. Dragos-Andrei Antonica 3. Martin Stukan        | 1. Galina Mironenko 2. Ayan Allahverdiyeva 3. Mihaela-Ioana Trifoi          |
| 2016 | Prag                   | 1. Wolodar Mursin 2. Grigori Ponomarew 3. Richard Stalmach         | 1. Zsóka Gaál 2. Margarita Swerewa 3. Viktória Nadzamová                    |
| 2017 | Mamaia                 | 1. Marc'Andria Maurizzi 2. Rəad Səmədov 3. Arziom Strubuk          | 1. Weronika Schubenkowa 2. Səmra Qasımova 3. Galina Michejewa               |
| 2018 | Riga                   | 1. Artjom Pingin 2. Clément Kuhn 3. Arzjom Bjaljauski              | 1. Alexandra Schwedowa 2. Anna Schuchman 3. Jana Scharpowa                  |
| 2019 | Bratislava             | 1. Sawwa Wetochin 2. Václav Finěk 3. Yahandar Azadəliyev           | 1. Anna Schuchman 2. Anastasija Hnatyschyn 3. Anastasia Kirtadse            |
| 2022 | Antalya                | 1. Baver Yilmaz 2. Gabriel Gabadadze 3. Erik Golubović             | 1. Mariante Lampou 2. Kristina Sawiwajewa 3. Leyla Mirzaliyeva              |
| 2023 | Mamaia                 | 1. Vladimir Sofronie 2. Marc Llari 3. Ali Poyraz Uzdemir           | 1. Maria Anistoroaei 2. Lilian Schirmbeck 3. Zuzana Kaminska                |
| 2024 | Prag                   | 1. Ali Poyraz Uzdemir 2. Boris Kolodziejczyk 3. Marc Llari         | 1. Svitlana Russieva 2. Yuefan Chen 3. Lila Rządkowska                      |

## Altersklasse U12
| Jahr | Spielort               | Europameister                                                      | Europameisterin                                                          |
| ---- | ---------------------- | ------------------------------------------------------------------ | ------------------------------------------------------------------------ |
| 1991 | Mamaia                 | 1. Péter Lékó 2. Alexander Galkin 3. Hrvoje Stević                 | 1. Sopio Tqeschelaschwili 2. Antoaneta Stefanowa 3. Anca Andriana        |
| 1992 | Rimavská Sobota        | 1. Péter Ács 2. Hrvoje Stević 3. Stelios Halkias                   | 1. Alina Tarachowicz 2. Claudia-Ramona Bilciu 3. Tinatin Kweliaschwili   |
| 1993 | Szombathely            | 1. Waleriane Gaprindaschwili 2. Alexander Kundin 3. Nicholas Pert  | 1. Iweta Radziewicz 2. Parwana Ismailowa 3. Edyta Andrzejewska           |
| 1994 | Băile Herculane        | 1. Waleriane Gaprindaschwili 2. Witaly Shinkevich 3. Lewon Aronjan | 1. Ana Matnadse 2. Parwana Ismailowa 3. Viktorija Čmilytė                |
| 1995 | Verdun                 | 1. Étienne Bacrot 2. Miloš Perunović 3. Moosa Azadmanesh           | 1. Ana Matnadse 2. Viktorija Čmilytė 3. Tícia Gara                       |
| 1996 | Rimavská Sobota        | 1. Jurij Drosdowskyj 2. Vlad-Cristian Jianu 3. Sarhan Həşimov      | 1. Alexandra Kostenjuk 2. Lela Dschawachischwili 3. Nadeschda Kossinzewa |
| 1997 | Tallinn                | 1. Ilja Saresenko 2. Qədir Hüseynov 3. Alexander Rjasanzew         | 1. Nadeschda Kossinzewa 2. Joanna Worek 3. Tamara Tschistiakowa          |
| 1998 | Mureck                 | 1. Teymur Rəcəbov 2. Vüqar Həşimov 3. Andrei Murariu               | 1. Marie Sebag 2. Tatjana Kossinzewa 3. Marija Kursowa                   |
| 1999 | Litochoro              | 1. Borki Predojević 2. Daniël Stellwagen 3. Gábor Papp             | 1. Nana Dsagnidse 2. Warwara Kyrilowa 3. Tatew Abramjan                  |
| 2000 | Kallithea (Chalkidiki) | 1. Jewgeni Romanow 2. Arik Braun 3. Wassili Papin                  | 1. Walentina Gunina 2. Inna Iwaschinowa 3. Afag Chudawerdiewa            |
| 2001 | Kallithea (Chalkidiki) | 1. Jan Nepomnjaschtschi 2. Dmitri Andreikin 3. David Howell        | 1. Iozefina Paulet 2. Anna Musytschuk 3. Nadeschda Tscharmunowa          |
| 2002 | Peñíscola              | 1. Jan Nepomnjaschtschi 2. Dmitri Andreikin 3. Ildar Chairullin    | 1. Anna Musytschuk 2. Jelena Tairowa 3. Soya Sewerijukina                |
| 2003 | Budva                  | 1. Eltac Səfərli 2. Wladimir Onyschtschuk 3. Anton Klimow          | 1. Anastassija Bodnaruk 2. Jelena Tairowa 3. Sopiko Guramischwili        |
| 2004 | Ürgüp                  | 1. Sanan Sjugirow 2. Samwel Ter-Sahakjan 3. Oğulcan Kanmazalp      | 1. Lara Stock 2. Anastassija Bodnaruk 3. Maria Butuc                     |
| 2005 | Herceg Novi            | 1. Sanan Sjugirow 2. Stanislaw Bodanovitsch 3. Haik Tamazian       | 1. Nasi Paikidse 2. Meri Arabidse 3. Nino Anakidse                       |
| 2006 | Herceg Novi            | 1. Iwan Bukawschin 2. Vojtěch Plát 3. Ülvi Bacarani                | 1. Meri Arabidse 2. Andrea Vince 3. Marjam Danelia                       |
| 2007 | Šibenik                | 1. Illja Nyschnyk 2. Ülvi Bacarani 3. Karen Grigorjan              | 1. Aleksandra Lach 2. Anna Iwanow 3. Ülviyyə Fətəliyeva                  |
| 2008 | Herceg Novi            | 1. Kiprijan Berbatow 2. Daniil Dubow 3. Aleksander Bortnik         | 1. Anna Stjaschkina 2. Filiz Osmanodja 3. Elise Bellaiche                |
| 2009 | Fermo                  | 1. Evgeny Zanan 2. Guillaume Lamard 3. Balázs Csonka               | 1. Cécile Haussernot 2. Alexandra Gortjaschkina 3. Elise Bellaiche       |
| 2010 | Batumi                 | 1. Cemil Can Ali Marandi 2. Jewhen Schtembuljak 3. David Paravyan  | 1. Alexandra Gorjatschkina 2. Julija Osmak 3. Cécile Haussernot          |
| 2011 | Albena                 | 1. Haik Martirosjan 2. Nichita Morozov 3. Semen Khanin             | 1. Anna Vasenina 2. Veronika Gazikova 3. Dinara Dordschiewa              |
| 2012 | Prag                   | 1. Haik Martirosjan 2. Alexey Sarana 3. Jerguš Pecháč              | 1. Anastasia Avramidou 2. Anna Maja Kazarian 3. Alexandra Obolentseva    |
| 2013 | Budva                  | 1. Viktor Matviishen 2. Andrei Jessipenko 3. Nguyễn Thái Dai Van   | 1. Polina Schuwalowa 2. Ekaterina Goltsewa 3. Gabriela Antowa            |
| 2014 | Batumi                 | 1. Viktor Matviishen 2. Semen Lomasow 3. Wjatschaslau Zarubitski   | 1. Ekaterina Goltsewa 2. Govhar Beydullayewa 3. Aleksandra Maltsewskaja  |
| 2015 | Poreč                  | 1. Kirill Shubin 2. Mihnea-Ionut Ognean 3. Jan Subelj              | 1. Jelisaweta Soloschenkina 2. Gohvar Beydullayeva 3. Leya Garifullina   |
| 2016 | Prag                   | 1. Mamikon Gharibjan 2. Ekin Barış Özenir 3. Jonas Buhl Bjerre     | 1. Sıla Çağlar 2. Leja Garifullina 3. Jewa Stepanjan                     |
| 2017 | Mamaia                 | 1. Aydın Süleymanlı 2. Filip Łuczak 3. Dragoş-Andrei Antonică      | 1. Galina Mironenko 2. Ewa Stepanjan 3. Ayan Allahverdiyeva              |
| 2018 | Riga                   | 1. Wolodar Mursin 2. Ilja Makowejew 3. Semen Mitusow               | 1. Olga Karmanowa 2. Luisa Bashylina 3. Aliaksandra Tarasenka            |
| 2019 | Bratislava             | 1. Marc'Andria Maurizzi 2. Robert Piliposjan 3. Roy Vagman         | 1. Alexandra Schwedowa 2. Jana Schapowa 3. Olesja Wlasowa                |
| 2022 | Antalya                | 1. Patryk Cieślak 2. Khagan Ahmad 3. Marat Gilfanow                | 1. Diana Preobraschenskaja 2. Veronika Judina 3. Oksana Gorjatschkina    |
| 2023 | Mamaia                 | 1. Khagan Ahmad 2. Henry Edward Tudor 3. Alfred Nemitz             | 1. Kinga Lajdamik 2. Blanka Ejsymont 3. Səadət Bəşirli                   |
| 2024 | Prag                   | 1. Wiktor Golis 2. Tyhran Ambartsumian 3. Anntoni Radzimski        | 1. Warwara Matskevich 2. Zeynep Duru Sahin 3. Senem Gul Bassari          |

## Altersklasse U14
| Jahr | Spielort               | Europameister                                                            | Europameisterin                                                              |
| ---- | ---------------------- | ------------------------------------------------------------------------ | ---------------------------------------------------------------------------- |
| 1991 | Mamaia                 | 1. Tomáš Oral 2. Boris Awruch 3. Zoltán Gyimesi                          | 1. Maia Lomineischwili 2. Mihaela Sandu 3. Corina-Isabela Peptan             |
| 1992 | Rimavská Sobota        | 1. Péter Lékó 2. Igor-Alexandre Nataf 3. Anastasios Tzoumbas             | 1. Antoaneta Stefanowa 2. Corina-Isabela Peptan 3. Monika Bobrowska          |
| 1993 | Szombathely            | 1. Erald Dervishi 2. Laszlo Pergel 3. Robert Cvek                        | 1. Natalja Schukowa 2. Claudia-Ramona Bilciu 3. Milena Essaibekjan           |
| 1994 | Băile Herculane        | 1. Karl Mah 2. Florin Felecan 3. Stanislav Smetankin                     | 1. Iweta Radziewicz 2. N. Isitaischwili 3. Natalja Andrejewa                 |
| 1995 | Verdun                 | 1. Serhij Fedortschuk 2. Vitaly Shinkevich 3. Laurent Fressinet          | 1. Cristina Moșin 2. Judit Kiss 3. Alina Tarachowicz                         |
| 1996 | Rimavská Sobota        | 1. Ewgeni Kobylkin 2. Dmitri Kokarew 3. Horia-Ioan Geanta                | 1. Cristina Moșin 2. Parwana Ismailowa 3. Jelena Dembo                       |
| 1997 | Tallinn                | 1. Juri Drosdowski 2. Michael Roiz 3. Swiad Isoria                       | 1. Ana Matnadse 2. Katerina Rohonyan 3. Melinda Göcző                        |
| 1998 | Mureck                 | 1. Alexander Rjasanzew 2. Swiad Isoria 3. Constantin Lupulescu           | 1. Lela Dschawachischwili 2. Tícia Gara 3. Ilze Bērziņa                      |
| 1999 | Litochoro              | 1. Nicat Məmmədov 2. Vüqar Həşimov 3. Ferenc Berkes                      | 1. Marie Sebag 2. Tamara Tschistjakowa 3. Anna Nowikowa                      |
| 2000 | Kallithea (Chalkidiki) | 1. Mark Erwich 2. Vüqar Həşimov 3. Miklós Németh                         | 1. Tamara Tschistjakowa 2. Nona Datuaschwili 3. Natalia Zdebskaja            |
| 2001 | Kallithea (Chalkidiki) | 1. Borki Predojević 2. Sergei Karjakin 3. Rauf Məmmədov                  | 1. Kateryna Lahno 2. Dorota Czarnota 3. Jessie Gilbert                       |
| 2002 | Peñíscola              | 1. Jewgeni Romanow 2. Maxim Rodshtein 3. Viktor Láznička                 | 1. Türkân Məmmədyarova 2. Evgenija Shmirina 3. Karina Ambarzumowa            |
| 2003 | Budva                  | 1. Sjarhej Schyhalka 2. Tornike Sanikidse 3. Magnus Carlsen              | 1. Anna Musytschuk 2. Miranda Mikadse 3. Sabina-Francesca Foișor             |
| 2004 | Ürgüp                  | 1. Giorgi Margwelaschwili 2. Luka Paichadse 3. Dawit Benidse             | 1. Anna Musytschuk 2. Jelena Tairowa 3. Madona Bokuschawa                    |
| 2005 | Herceg Novi            | 1. Dawit Benidse 2. David Recuero Guerra 3. Wjatscheslaw Kulakow         | 1. Warwara Repina 2. Jelena Tairowa 3. Adeline-Ramona Uta                    |
| 2006 | Herceg Novi            | 1. Péter Prohászka 2. Vasif Durarbəyli 3. Lewan Bregadse                 | 1. Warwara Repina 2. Viktoria Korchagina 3. Marija Musytschuk                |
| 2007 | Šibenik                | 1. Sanan Sjugirow 2. Dariusz Świercz 3. Gil Popilski                     | 1. Nasi Paikidse 2. Lisa Solowiowa 3. Salomé Neuhauser                       |
| 2008 | Herceg Novi            | 1. Iwan Bukawschin 2. Vladislav Kovalev 3. Karen H. Grigorjan            | 1. Meri Arabidse 2. Aleksandra Lach 3. Andrea Vince                          |
| 2009 | Fermo                  | 1. Kamil Dragun 2. Anton Siagodnik 3. Iwan Bukawschin                    | 1. Marsel Efroimski 2. Filiz Osmanodja 3. Maria Leks                         |
| 2010 | Batumi                 | 1. Alexandr Bortnik 2. Vasily Usmanov 3. Gary Giroyan                    | 1. Ülviyyə Fətəliyeva 2. Anna Stjaschkina 3. Dea Gogishvili                  |
| 2011 | Albena                 | 1. Cemil Can Ali Marandi 2. Jan-Krzysztof Duda 3. Wladislaw Artemjew     | 1. Alexandra Gorjatschkina 2. Liubov Kostitsina 3. Katsiaryna Beinenson      |
| 2012 | Prag                   | 1. Jan-Krzysztof Duda 2. Manuel Petrosjan 3. Giorgi Sibashvili           | 1. Katsiaryna Beinenson 2. Anastasia Paramzina 3. Liza Kisteneva             |
| 2013 | Budva                  | 1. Jorden van Foreest 2. Miguel Santos Ruiz 3. Aryan Tari                | 1. Gunay Mammadzada 2. Veronika Gaziková 3. Nela Pychová                     |
| 2014 | Batumi                 | 1. Timur Fachrutdinow 2. Aram Hakobyan 3. Parwiz Gazimow                 | 1. Anastasia Avramidou 2. Stavroula Tsolakidou 3. Polina Schuwalowa          |
| 2015 | Poreč                  | 1. Sergei Lobanov 2. Andrei Jessipenko 3. Aram Hakobyan                  | 1. Anna Kochukova 2. Alexandra Malzewskaja 3. Alexandra Obolentseva          |
| 2016 | Prag                   | 1. Salvador Guerra Rivera 2. Wjatschaslau Sarubizki 3. Andrei Jessipenko | 1. Alexandra Malzewskaja 2. Gabriela Antowa 3. Anastassija Sotowa            |
| 2017 | Mamaia                 | 1. Jonas Buhl Bjerre 2. Aram Jerizjan 3. Jaroslaw Remisow                | 1. Govhar Beydullayeva 2. Jovana Srdanović 3. Beloslawa Krastewa             |
| 2018 | Riga                   | 1. Stefan Pogosjan 2. Dmitri Zoi 3. Jonas Buhl Bjerre                    | 1. Ayan Allahverdiyeva 2. Astghik Hakobjan 3. Beloslawa Krastewa             |
| 2019 | Bratislava             | 1. Sebastián Lukáš Kostolanský 2. Andrei Zwetkow 3. Semen Mitusow        | 1. Ayan Allahverdiyeva 2. Alisa Nur-Muchametowa 3. Jelysaweta Hrebenschykowa |
| 2022 | Antalya                | 1. Svyatoslav Bazakutsa 2. Ediz Gürel 3. Benik Agasarov                  | 1. Waleria Kleymenowa 2. Yana Schapowa 3. Sofia Moskalez                     |
| 2023 | Mamaia                 | 1. Rustam Rustamov 2. Benik Agasarov 3. Baptiste Lissillour              | 1. Kesaria Mgeladze 2. Mariam Tsetskhladze 3. Sofia Moskalez                 |
| 2024 | Prag                   | 1. Václav Finěk 2. Bayarjavkhlan Delgerdalai 3. Felix-Antonio Ilinca     | 1. Vera Vujovic 2. Mariam Kalandadze 3. Kesaria Mgeladze                     |

## Altersklasse U16
| Jahr       | Spielort               | Europameister                                                         | Europameisterin                                                                       |
| ---------- | ---------------------- | --------------------------------------------------------------------- | ------------------------------------------------------------------------------------- |
| 1987 (ECU) | Saltsjöbaden           | 1. Throstur Arnason 2. Jean-Marc Degraeve 3. Ivan Marković            | 1. Krystyna Dąbrowska 2. Sabine Fruteau 3. Marleen van Amerongen                      |
| 1988 (ECU) | Saltsjöbaden           | 1. Amaud Payen 2. Christian Gabriel 3. Oliver Worsfold                | 1. Krystyna Dąbrowska 2. Johanna Paasikangas 3. Claudia Hagendorfer                   |
| 1991       | Mamaia                 | 1. Andrei Istrățescu 2. Wladimir Georgiew 3. Christian Gabriel        | 1. Ilaha Kadimova 2. Inna Gaponenko 3. Mónika Grábics                                 |
| 1992       | Rimavská Sobota        | 1. Wadim Swjaginzew 2. Róbert Ruck 3. Ragim Həşimov                   | 1. Inna Gaponenko 2. Anja Susterman 3. Mónika Grábics                                 |
| 1993       | Szombathely            | 1. Robert Kempiński 2. Marcin Kamiński 3. Balázs Szűk                 | 1. Natalja Kisseljewa 2. Corina-Isabela Peptan 3. Nikoletta Lakos                     |
| 1994       | Băile Herculane        | 1. Alexej Tschernuschewitsch 2. Michail Kobalija 3. Tamas Gelaschwili | 1. Natalja Schukowa 2. Nikoletta Lakos 3. Corina-Isabela Peptan                       |
| 1995       | Żagań                  | 1. Pavel Šimáček 2. Jan Piński 3. Andranik Matikosjan                 | 1. Szidónia Vajda 2. Anna Zozulia 3. Natalja Andrejewa                                |
| 1996       | Rimavská Sobota        | 1. Fabian Döttling 2. Dragan Šolak 3. Stanislav Smetankin             | 1. Wladyslawa Kalinina 2. Alina-Iuliana Calota 3. Walerija Koroljowa                  |
| 1997       | Tallinn                | 1. Alexander Kundin 2. Alexander Sacharow 3. Albert Bokros            | 1. Jekaterina Polownikowa 2. Iweta Radziewicz 3. Jewgenija Tschassownikowa            |
| 1998       | Mureck                 | 1. Gabriel Sarkissjan 2. Jiří Jirka 3. Oleksandr Kowtschan            | 1. Ana Matnadse 2. Eva Moser 3. Inga Charchalaschwili                                 |
| 1999       | Litochoro              | 1. Sergei Grigorjanz 2. Krzysztof Jakubowski 3. Varuzhan Akobian      | 1. Ana Matnadse 2. Jekaterina Korbut 3. Inga Charchalaschwili                         |
| 2000       | Kallithea (Chalkidiki) | 1. Ján Markoš 2. Constantin Lupulescu 3. Jan Werle                    | 1. Natalja Pogonina 2. Tina Mietzner 3. Ilze Bērziņa                                  |
| 2001       | Kallithea (Chalkidiki) | 1. Ernesto Inarkiew 2. Şəhriyar Məmmədyarov 3. Volodymyr Iakymov      | 1. Maria Kurssowa 2. Marina Gussewa 3. Natalia Zdebskaja                              |
| 2002       | Peñíscola              | 1. Alexander Charitonow 2. Artjom Iljin 3. Zbigniew Pakleza           | 1. Marie Sebag 2. Jolanta Zawadzka 3. Beata Kądziołka                                 |
| 2003       | Budva                  | 1. Csaba Balogh 2. Rauf Məmmədov 3. Davit Maghalashvili               | 1. Marija Fominych 2. Maka Purtseladse 3. Dorota Czarnota                             |
| 2004       | Ürgüp                  | 1. Rauf Məmmədov 2. Luka Lenič 3. Michał Olszewski                    | 1. Walentina Gunina 2. Sabina-Francesca Foișor 3. Maka Purtseladse                    |
| 2005       | Herceg Novi            | 1. Sawen Andriasjan 2. Dawit Dschodschua 3. Sergei Trofimow           | 1. Inna Iwachinowa 2. Natacha Benmesbah 3. Deimantė Daulytė                           |
| 2006       | Herceg Novi            | 1. Romain Édouard 2. Martyn Krawziw 3. Vüqar Rəsulov                  | 1. Kübra Öztürk 2. Marija Rakić 3. Gulnar Məmmədova                                   |
| 2007       | Šibenik                | 1. Vüqar Rəsulov 2. Sébastien Feller 3. Lewan Bregadse                | 1. Kübra Öztürk 2. Marija Musytschuk 3. Keti Zazalaschwili                            |
| 2008       | Herceg Novi            | 1. Illja Nyschnyk 2. Samwel Ter-Sahakjan 3. Péter Prohászka           | 1. Nasi Paikidse 2. Warwara Repina (inzwischen Warwara Saulina) 3. Anastassija Sawina |
| 2009       | Fermo                  | 1. Gil Popilski 2. Robin van Kampen 3. Dmitriy Danilenko              | 1. Katarzyna Adamowicz 2. Meri Arabidse 3. Lisa Schut                                 |
| 2010       | Batumi                 | 1. Iwan Bukawschin 2. Karen H. Grigoryan 3. Vladislav Kovalev         | 1. Marjam Danelia 2. Meri Arabidse 3. Karolina Turkova                                |
| 2011       | Albena                 | 1. Alexandr Bortnik 2. Howhannes Gabusjan 3. David Antón Guijarro     | 1. Maria Severina 2. Marja Tantsiura 3. Marsel Efroimski                              |
| 2012       | Prag                   | 1. Kacper Drozdowski 2. Avital Boruchdovsky 3. Tomas Laurušas         | 1. Marja Tantsiura 2. Daria-Ioana Visanescu 3. Andreea-Cristiana Navrotescu           |
| 2013       | Budva                  | 1. Kirill Alexejenko 2. Dmitriy Khegay 3. Ramal Faizrakhmanov         | 1. Anna Stjaschkina 2. Mariola Woźniak 3. Irene Nicolas Zapata                        |
| 2014       | Batumi                 | 1. Cemil Can Ali Marandi 2. Giorgi Sibaschwili 3. Mikolaj Tomczak     | 1. Mai Narva 2. Nino Chomeriki 3. Aydan Hojjatowa                                     |
| 2015       | Poreč                  | 1. Leonid Sawlin 2. Andreas Kelires 3. Tuna Tuncer                    | 1. Anna-Maja Kazarian 2. Irina Drogowos 3. Julia Antolak                              |
| 2016       | Prag                   | 1. Timur Fachrutdinow 2. Igor Janik 3. Alexei Sorokin                 | 1. Fiona Sieber 2. Marta García Martín 3. Stavroula Tsolakidou                        |
| 2017       | Mamaia                 | 1. Andrei Jessipenko 2. Ariel Erenberg 3. George Ileana               | 1. Wolha Badelka 2. Jana Schneider 3. Gabriela Antowa                                 |
| 2018       | Riga                   | 1. Francesco Sonis 2. Jaroslaw Remisow 3. Wjatscheslau Sarubizki      | 1. Kamalija Bulatowa 2. Wolha Badelka 3. Gabriela Antowa                              |
| 2019       | Bratislava             | 1. Armen Barseghjan 2. Siem van Dael 3. Stefan Pogosjan               | 1. Patrycja Waszczuk 2. Tatjana Getman 3. Sofija Hryslowa                             |
| 2022       | Antalya                | 1. Timothe Razafindratsima 2. Erdem Khubukshanov 3. Emin Ohanyan      | 1. Mariya Manko 2. Kata Karacsonyi 3. Weronika Zabrzańska                             |
| 2023       | Mamaia                 | 1. Jakub Seemann 2. Diego Macias Pino 3. Jáchym Němec                 | 1. Agnesa Ter-Avetisjana 2. Dila Baloğlu 3. Maria Siekańska                           |
| 2024       | Prag                   | 1. Marco Materia 2. Banik Agasarov 3. Aksel Bu Kvaloy                 | 1. Klara Szczotka 2. Alexandra Schwedowa 3. Elif Zeren Yildiz                         |

## Altersklasse U18
| Jahr | Spielort               | Europameister                                                          | Europameisterin                                                                 |
| ---- | ---------------------- | ---------------------------------------------------------------------- | ------------------------------------------------------------------------------- |
| 1994 | Chania                 | 1. Robert Kempiński 2. Róbert Ruck 3. Jiří Štoček                      | 1. Mónika Grábics 2. Elina Danieljan 3. Ella Pitam                              |
| 1995 | Żagań                  | 1. Robert Kempiński 2. Jonathan Rowson 3. Andrei Belosjorow            | 1. Marta Zielińska 2. Tetjana Kononenko 3. Nóra Medvegy                         |
| 1996 | Rimavská Sobota        | 1. Ruslan Ponomarjow 2. Michail Kobalija 3. Alexander Rabinovich       | 1. Monika Bobrowska 2. Marta Zielińska 3. Alena Bekiarisova                     |
| 1997 | Tallinn                | 1. Micheil Mtschedlischwili 2. Fərid Abbasov 3. Stelios Halkias        | 1. Anna Dorofejewa 2. Irina Slawina 3. Lile Tsagulegaschwili                    |
| 1998 | Mureck                 | 1. Dennis de Vreugt 2. Oleksandr Mojissejenko 3. Alexei Iljuschin      | 1. Dana Reizniece 2. Anna Zozulia 3. Anna Kucypera                              |
| 1999 | Litochoro              | 1. Teymur Rəcəbov 2. Evgeny Postny 3. Alexander Kundin                 | 1. Dana Reizniece 2. Nadeschda Kossinzewa 3. Lela Dschawachischwili             |
| 2000 | Kallithea (Chalkidiki) | 1. Artjom Timofejew 2. Dimitrios Mastrovasilis 3. Wladimir Potkin      | 1. Nadeschda Kossinzewa 2. Tatjana Kossinzewa 3. Jekaterina Korbut              |
| 2001 | Kallithea (Chalkidiki) | 1. Swiad Isoria 2. Jan Werle 3. Vüqar Həşimov                          | 1. Inga Charchalaschwili 2. Oksana Vozovic 3. Luiza Khusnuditnova               |
| 2002 | Peñíscola              | 1. Şəhriyar Məmmədyarov 2. Mateusz Bartel 3. Tomi Nybäck               | 1. Alina Motoc 2. Oksana Vozovic 3. Jewgenija Meschtscherjakowa                 |
| 2003 | Budva                  | 1. Mateusz Bartel 2. Radosław Wojtaszek 3. Alexander Charitonow        | 1. Natalja Pogonina 2. Marija Kursowa 3. Elmira Chasanowa                       |
| 2004 | Ürgüp                  | 1. Radosław Wojtaszek 2. Jure Borišek 3. Jurij Kryworutschko           | 1. Salome Melia 2. Bianca Muhren 3. Marija Fominych                             |
| 2005 | Herceg Novi            | 1. Paweł Czarnota 2. Nikita Witjugow 3. Viktor Láznička                | 1. Salome Melia 2. Maka Purtseladse 3. Baira Kowanowa                           |
| 2006 | Herceg Novi            | 1. Sjarhej Schyhalka 2. Sawen Andriasjan 3. Adam Tuchajew              | 1. Anna Gasik 2. Iozefina Paulet 3. Walentina Gunina                            |
| 2007 | Šibenik                | 1. Ivan Šarić 2. Romain Édouard 3. Alexander Rachmanow                 | 1. Inna Iwachinowa 2. Hanna Leks 3. Sabina-Francesca Foișor                     |
| 2008 | Herceg Novi            | 1. Xavier Vila Gazquez 2. Alexander A. Kopylov 3. David Recuero Guerra | 1. Kateřina Němcová 2. Olga Girja 3. Kübra Öztürk                               |
| 2009 | Fermo                  | 1. Samwel Ter-Sahakjan 2. David Recuero Guerra 3. David Benidze        | 1. Olga Girja 2. Keti Zazalaschwili 3. Inna Agrest                              |
| 2010 | Batumi                 | 1. Vasif Durarbəyli 2. Samwel Ter-Sahakjan 3. Stanislaw Bogdanowytsch  | 1. Keti Zazalaschwili 2. Klaudia Kulon 3. Mardan Abdulla Khalaya                |
| 2011 | Albena                 | 1. Nils Grandelius 2. Marcel Kanarek 3. Wadim Moissejenko              | 1. Diana Baciu 2. Meri Arabidse 3. Maria Gevorgyan                              |
| 2012 | Prag                   | 1. Wadim Moissejenko 2. Howhannes Gabusjan 3. Esteban Daniel Forcen    | 1. Alexandra Gorjatschkina 2. Amalia Aranaz Murillo 3. Anastasiya Rakhmangulova |
| 2013 | Budva                  | 1. Wladimir Fedossejew 2. Howhannes Gabusjan 3. Maxim Tschigajew       | 1. Nastassja Sjasjulkina 2. Marsel Efroimski 3. Irina Baraeva                   |
| 2014 | Batumi                 | 1. Avital Boruchovsky 2. Daniil Juffa 3. Waleri Jowkow                 | 1. Ülviyyə Fətəliyeva 2. Nato Imnadze 3. Anna Stjaschkina                       |
| 2015 | Poreč                  | 1. Cemil Can Ali Marandi 2. Manuel Petrosjan 3. Titas Stremavičius     | 1. Nino Chomeriki 2. Ewa Harazińska 3. Tijana Blagojevic                        |
| 2016 | Prag                   | 1. Manuel Petrosjan 2. Maxim Wawulin 3. Miguel Santos Ruiz             | 1. Nino Chomeriki 2. Jekaterina Diakonowa 3. Laura Unuk                         |
| 2017 | Mamaia                 | 1. Jesper Søndergaard Thybo 2. Jadranko Plenča 3. Bogdan-Daniel Deac   | 1. Sona Assatrjan 2. Katarzyna Dwilewicz 3. Marta García Martín                 |
| 2018 | Riga                   | 1. Evgenios Ioannidis 2. Jan Vykouk 3. Ariel Erenberg                  | 1. Alexandra Dimitrowa 2. Oliwia Kiołbasa 3. Akshaya Kalaiyalahan               |
| 2019 | Bratislava             | 1. Thai Dai Van Nguyen 2. Tagir Salemgarejew 3. Liam Vrolijk           | 1. Alicja Śliwicka 2. Wolha Badelka 3. Annmarie Mütsch                          |
| 2022 | Antalya                | 1. Rudik Makarian 2. Wolodar Mursin 3. Mamikon Gharibyan               | 1. Mariam Mkrttschjan 2. Yelyzaveta Hrebenshchykova 3. Sofiia Hryzlova          |
| 2023 | Mamaia                 | 1. Arsen Davtyan 2. Khazar Babazada 3. Elham Abdrlauf                  | 1. Martyna Wikar 2. Ayan Allahverdiyeva 3. Juliette Cornileau                   |
| 2024 | Prag                   | 1. Timothe Razafindratsima 2. Arsen Davtyan 3. Sohan Belkaid           | 1. Noga Orian 2. Izabela Tokarz 3. Mariia Manko                                 |

## Junioren
Die U20-Europameisterschaften wurden bis 2002 ausgetragen. Als inoffizielles Vorgängerturnier der Junioren-EM gilt das von 1962/63 bis 1970/71 jeweils in Groningen ausgetragene Niemeyer-Turnier.

### Niemeyer-Turniere in Groningen
| Jahr    | Turniersieger              | Zweiter             | Dritter             |
| ------- | -------------------------- | ------------------- | ------------------- |
| 1962/63 | Coen Zuidema               | Keith Richardson    | Eddie Scholl        |
| 1963/64 | Robert Hartoch, Jørn Sloth |                     | Robert Hübner       |
| 1964/65 | Robert Hübner              | Hans Ree            | Yaacov Bleiman      |
| 1965/66 | Hans Ree, Andrew Whiteley  |                     | Wiktar Kuprejtschyk |
| 1966/67 | Michail Steinberg          | Andrew Whiteley     | Jan Timman          |
| 1967/68 | Anatoli Karpow             | András Adorján      | Jerzy Lewi          |
| 1968/69 | Karl-Heinz Maeder          | Rafael Vaganian     | Zoltán Ribli        |
| 1969/70 | András Adorján             | Ljubomir Ljubojević | Alexander Beliavsky |
| 1970/71 | Zoltán Ribli               | Alexander Beljawski | René Borngässer     |

### Jungen
| Jahr    | Spielort     | Europameister                                                           |
| ------- | ------------ | ----------------------------------------------------------------------- |
| 1971/72 | Groningen    | 1. Gyula Sax 2. René Borngässer 3. Petar Welikow                        |
| 1972/73 | Groningen    | 1. Oleh Romanyschyn 2. Tony Miles 3. Stefan Buchal                      |
| 1973/74 | Groningen    | 1. Sergei Makarytschew 2. József Pintér 3. Adam Kuligowski              |
| 1974/75 | Groningen    | 1. John Nunn 2. Péter Székely 3. Paul van der Sterren                   |
| 1975/76 | Groningen    | 1. Alexander Kotschijew 2. Wenzislaw Inkjow 3. Alejandro Pablo Marin    |
| 1976/77 | Groningen    | 1. Ľubomír Ftáčnik 2. Nir Grinberg 3. Jewgeni Wladimirow                |
| 1977/78 | Groningen    | 1. Shaun Taulbut 2. Sergei Dolmatow 3. Kiril Georgiew                   |
| 1978/79 | Groningen    | 1. John van der Wiel 2. Sergei Dolmatow 3. James Plaskett               |
| 1979/80 | Groningen    | 1. Alexander Csernyin 2. Surab Asmaiparaschwili 3. Adrian Negulescu     |
| 1980/81 | Groningen    | 1. Ralf Åkesson 2. Jewgeni Pigussow 3. Jón Árnason                      |
| 1981/82 | Groningen    | 1. Curt Hansen 2. Alon Greenfeld 3. Andreï Sokolov                      |
| 1982/83 | Groningen    | 1. Jaan Ehlvest 2. Curt Hansen 3. Mark Condie                           |
| 1983/84 | Groningen    | 1. Waleri Salow 2. Simen Agdestein 3. James Howell                      |
| 1984/85 | Groningen    | 1. Ferdinand Hellers 2. Alfonso Romero Holmes 3. Lembit Oll             |
| 1985/86 | Groningen    | 1. Alexander Chalifman 2. James Howell 3. Robert Zysk                   |
| 1986/87 | Groningen    | 1. Wassyl Iwantschuk 2. Jeroen Piket 3. Jacek Gdański                   |
| 1987/88 | Arnhem       | 1. Boris Gelfand 2. Wassyl Iwantschuk 3. Joris Brenninkmeijer           |
| 1988/89 | Arnhem       | 1. Alexei Drejew 2. Boris Gelfand 3. Ronen Lev                          |
| 1989/90 | Arnhem       | 1. Grigory Serper 2. Alexei Drejew 3. Zbyněk Hráček                     |
| 1990/91 | Arnhem       | 1. Rune Djurhuus 2. Hannes Stefánsson 3. Lluís Comas Fabregó            |
| 1992    | Sas van Gent | 1. Alexei Alexandrow 2. Wladislaw Borowikow 3. Dimitri Reinderman       |
| 1993    | Vejen        | 1. Wladislaw Borowikow 2. Alexei Alexandrow 3. Alexander Onischuk       |
| 1995    | Holon        | 1. Yury Shulman 2. Emil Sutovsky 3. Eran Liss                           |
| 1996    | Siófok       | 1. Andrei Scharijasdanow 2. Liviu-Dieter Nisipeanu 3. Sergei Djatschkow |
| 1997    | Tallinn      | 1. Dimitri Tyomkin 2. Jonathan Rowson 3. Christos Banikas               |
| 1998    | Jerewan      | 1. Lewon Aronjan 2. Alexander Motyljow 3. Gabriel Sarkissjan            |
| 1999    | Patras       | 1. Dennis de Vreugt 2. Alexei Iljuschin 3. Stelios Halkias              |
| 2000    | Avilés       | 1. Ádám Horváth 2. Francisco Vallejo Pons 3. Florian Jenni              |
| 2001    | Patras       | 1. Swiad Isoria 2. Evgeny Postny 3. Anton Korobow                       |
| 2002    | Baku         | 1. Swiad Isoria 2. Vüqar Həşimov 3. Şəhriyar Məmmədyarov                |

### Mädchen
| Jahr | Spielort         | Europameisterin                                                      |
| ---- | ---------------- | -------------------------------------------------------------------- |
| 1977 | Novi Sad         | 1. Bożena Sikora 2. Rita Kas 3. Stefka Sawowa                        |
| 1978 | Kikinda          | 1. Nana Iosseliani 2. Eliška Klímová 3. Viorica Ionescu-Ilie         |
| 1979 | Kula             | 1. Nana Iosseliani 2. Márta Kovács 3. Malgorzata Wiese               |
| 1980 | Senta            | 1. Agnieszka Brustman 2. Suzana Maksimović 3. Tamila Meskhi          |
| 1981 | Panonia          | 1. Jelena Stupina 2. Malgorzata Wiese 3. Jana Hájková                |
| 1984 | Katowice         | 1. Ildikó Mádl 2. Gabriela Olărașu 3. Ingūna Erneste                 |
| 1986 | Băile Herculane  | 1. Ildikó Mádl 2. Swetlana Matwejewa 3. Cristina Bădulescu           |
| 1989 | Dębica           | 1. Swetlana Matwejewa 2. Swetlana Korkina 3. Wera Pejtschewa         |
| 1992 | Hradec Králové   | 1. Nino Churzidse 2. Elena-Luminița Radu 3. Inna Gaponenko           |
| 1993 | Svitavy          | 1. Ilaha Kadimova 2. Silvia Aleksieva 3. Elina Danieljan             |
| 1994 | Svitavy          | 1. Silvia Aleksieva 2. Inga Khurtsilava 3. Elina Danieljan           |
| 1995 | Zanka            | 1. Marija Weltschewa 2. Inga Khurtsilava 3. Olga Trofimowa           |
| 1996 | Tapolca          | 1. Maia Lomineischwili 2. Tetjana Kononenko 3. Petra Krupková        |
| 1997 | Tallinn          | 1. Sopio Tqeschelaschwili 2. Monika Bobrowska 3. Julija Maschinskaja |
| 1998 | Jerewan          | 1. Sopio Tqeschelaschwili 2. Rusudan Goletiani 3. Jovanka Houska     |
| 1999 | Niforeika Patras | 1. Regina Pokorná 2. Ana Matnadse 3. Sopio Tqeschelaschwili          |
| 2000 | Avilés           | 1. Jovanka Houska 2. Viktorija Čmilytė 3. Ana Matnadse               |
| 2001 | Rion Patras      | 1. Iweta Radziewicz 2. Lela Dschawachischwili 3. Irina Sakurdjajewa  |
| 2002 | Baku             | 1. Zeinab Məmmədyarova 2. Nana Dsagnidse 3. Inga Charchalaschwili    |